# Aimas Fiščevas
Aimas Fiščevas (* 9. Februar 1994 in Elektrėnai) ist ein ehemaliger litauischer Eishockeyspieler, der zuletzt bis 2019 bei Furuset Ishockey in der 1. divisjon, der zweithöchsten norwegischen Spielklasse, spielte.

## Karriere

### Clubs
Aimas Fiščevas begann seine Karriere bereits im Jugendbereich beim litauischen Rekordmeister SC Energija Elektrėnai. Bereits als 16-Jähriger verließ er seine Heimatstadt und spielte für ein Jahr in der zweiten Mannschaft des HK Njoman Hrodna in der Wysschaja Liga, der zweithöchsten belarussischen Spielklasse. Als 2011 mit der Molodjoschnaja Chokkeinaja Liga B die zweite Leistungsstufe der multinationalen Juniorenliga gegründet wurde, ging er nach Litauen zurück, um bei Baltica Vilnius in dieser Spielklasse zu spielen. Anfang 2014 wechselte er zu seinem Stammverein Energija Elektrėnai zurück, für den er mit Ausnahme eines halben Jahres, das er in Island verbrachte, bis 2018 in der Wysschaja Liga, der zweithöchsten belarussischen Spielklasse, spielte. Da er auch in der litauischen Liga eingesetzt wurde, war er auch an den Meistertiteln 2016, 2017 und 2018 beteiligt. 2018 wechselte er zu Furuset Ishockey in die norwegische 1. divisjon, wo er 2019 seine Karriere beendete.

### International
Für Litauen nahm Fiščevas bereits im Juniorenbereich an Weltmeisterschaften teil. Dabei war er beim Division-II-Turnier der U18-WM 2011 mit neun Treffern der erfolgreichste Torschütze der Gruppe B, nachdem er bereits im Jahr zuvor an der U-WM der Division I teilgenommen hatte, aber mit der litauischen Mannschaft abgestiegen war. Auch bei den U-20-Junioren musste er bei seiner ersten Teilnahme 2011 den Abstieg aus der Division I hinnehmen und stand dann 2012, 2013, als er als bester Spieler seiner Mannschaft ausgezeichnet wurde, und 2014 in der Division II auf dem Eis.
Sein Debüt in der litauischen Herren-Nationalmannschaft gab er bei der Weltmeisterschaft der Division I 2013, als die Litauer erst durch einen 12:3-Kantersieg im entscheidenden Spiel gegen Estland den Abstieg in die Division II vermeiden konnten. Fiščevas erzielte in diesem Spiel sechs Tore, darunter die Treffer zum 3:3-Ausgleich und zur 4:3-Führung, die das Spiel zugunsten seiner Mannschaft drehten. Mit diesen sechs Toren war er gemeinsam mit dem Ukrainer Roman Blahyj und dem Esten Aleksei Sibirtsev bester Torschütze des Turniers. Auch 2014, 2016 und 2017 stand er für die Litauer in der Division I auf dem Eis. Zudem vertrat er seine Farben bei der Olympiaqualifikation für die Winterspiele in Pyeongchang 2018 und beim Baltic Cup 2017.

## Erfolge und Auszeichnungen
- 2011 Bester Torschütze bei der U-18-Weltmeisterschaft, Division II, Gruppe B
- 2013 Bester Torschütze bei der Weltmeisterschaft, Division I, Gruppe B
- 2016 Litauischer Meister mit dem SC Energija
- 2017 Litauischer Meister mit dem SC Energija
- 2018 Litauischer Meister mit dem SC Energija